# Zdzisław Birnbaum

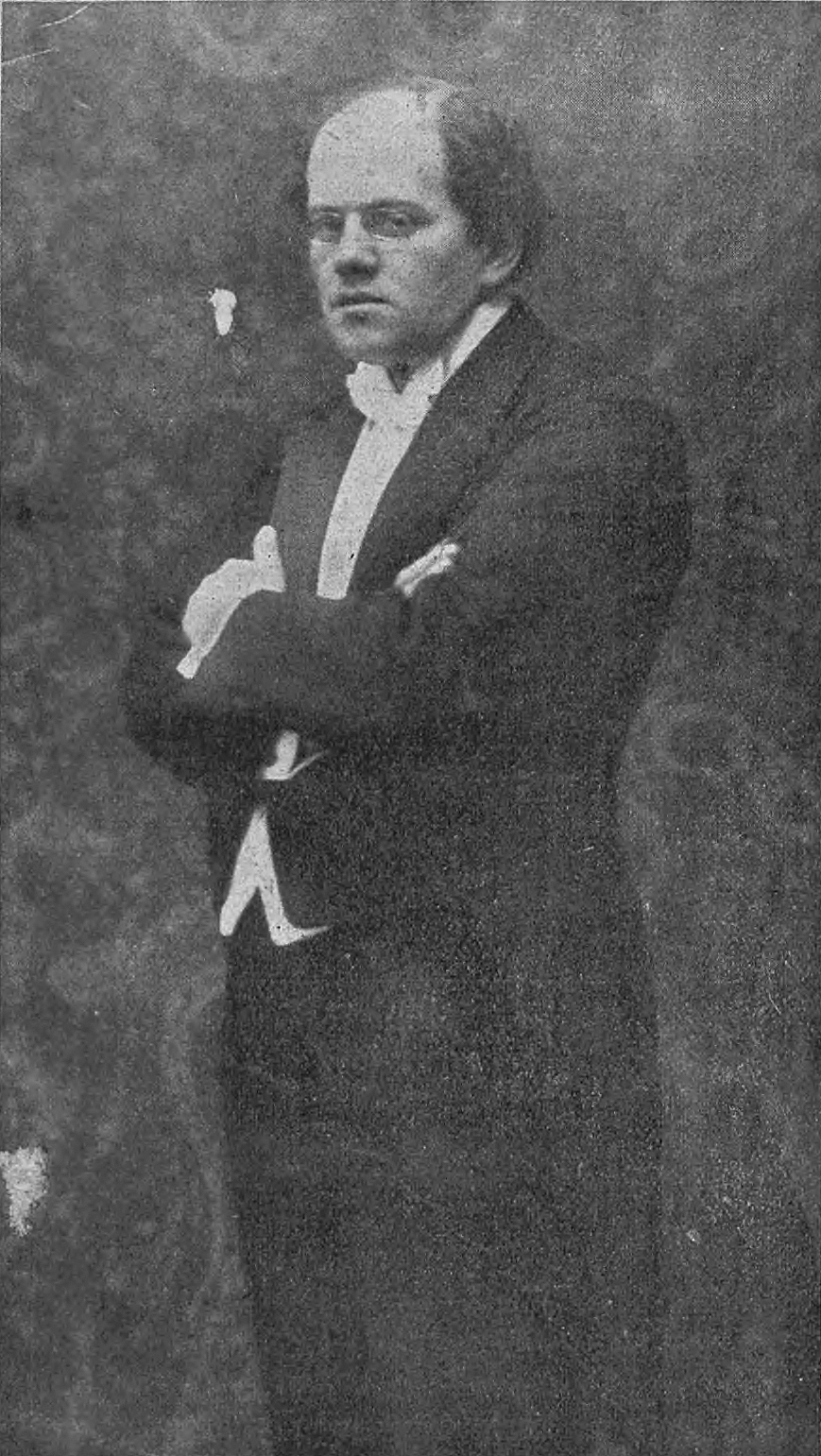
Zdzisław Birnbaum

Zdzisław Aleksander Birnbaum (* 28. Februar 1878 in Warschau, Russisches Kaiserreich; † 27. September 1921 in Berlin) war ein polnischer Geiger, Komponist und Dirigent jüdischer Herkunft.
Birnbaum studierte am Warschauer Konservatorium Geige und erhielt danach weitere Ausbildungen in Königsberg, Berlin, sowie u. a. bei Eugène Ysaÿe in Brüssel. Ab 1902 wirkte er auch als Violinvirtuose.
Ab 1904 dirigierte er Symphonieorchester u. a. in Hamburg, Lausanne und Warschau. Er war Konzertmeister des Boston Symphony Orchestra, an der Manhattan Opera in New York City und in Hamburg. Zu den von ihm dirigierten Opern gehörten Madama Butterfly, Lohengrin und Carmen. Er dirigierte am 24. Juli 1916 die Uraufführung von Karol Paweł Rostworowskis Oper Wesele (Hochzeit) nach dem Schauspiel von Stanisław Wyspiański (Regie: Aleksander Zelwerowicz).
Birnbaum übersetzte Libretti aus dem Deutschen ins Polnische sowie Tschaikowskys Oper Mazeppa aus dem Russischen ins Deutsche.
Von 1911 bis 1914 und von 1916 bis 1918 war er Chefdirigent beim Sinfonieorchester der Nationalphilharmonie Warschau. Er litt die letzten Jahre bis zu seinem Tod 1921 an einer psychischen Erkrankung.